# 王懷義
王懷義（1915年10月23日—2013年1月18日），山西省平魯縣人，中國民主社會黨員，上海震旦大學、德國柏林大學研究所畢業。她曾負責太原對日受降會場的翻譯，是第二戰區長官部外事處英文秘書，長期為閻錫山工作。1947年時當選中華民國第一届国民大会山西省第十一行政督察區代表。。
王懷義是台灣導演楊力州2008年所執導的紀錄片《被遺忘的時光》片中六位真實主角之一。高齡94歲（2008年）的王懷義是一位混血兒。她的父親是清代舉人王夢齡，被派遣留學英國因而認識她的母親。她年輕時在北京聖心女中敎授英文。